# 정득만
정득만(鄭得萬, 1907년 ~ 1992년 10월 30일)은 대한민국의 국악인이다. 서울에서 태어났다. 
최경식 명창에게서 소리를 배웠다. 현재 무형문화재 선소리, 산타령 기능보유자이다. 